# Johan Gerrit Willem Zegers
Johan Gerrit Willem Zegers (Padang, 10 januari 1891 − Amersfoort, 2 februari 1952) was een Nederlands militair. Hij speelde een rol in de ontwikkeling van de luchtvaart binnen het Nederlandse leger.
Johan Zegers werd op Sumatra geboren. Zijn vader was officier, zijn broer was luitenant-generaal Julius L. Zegers (1897-1970), commandant van het Commando Tactische Luchtstrijdkrachten.

## Opleiding
Johan ging in 1911 naar de KMA in Breda. Hij werd tweede luitenant bij het 3de Regiment Infanterie in Bergen op Zoom en in 1916 werd hij aangesteld als commandant van een compagnie wielrijders. Hij volgde een opleiding aan de Nationaal Schietschool in Den Haag.
Van 1921-1924 volgde hij de Hogere Krijgsschool. In 1926 ging hij over naar de Luchtvaartafdeling (LVA). Hij was jarenlang betrokken bij oefeningen van de LVA met het Veldleger, die vooral gericht waren op commandovoering.

## Interbellum
Johan Zegers maakte de ontwikkeling mee van de luchtstrijdkrachten, die voor de Eerste Wereldoorlog nauwelijks bestonden. De landmacht en het KNIL hadden voor de oorlog slechts een kleine luchtvaartafdeling totdat in 1917 de Militaire Luchtvaart Dienst (MLD) werd opgericht.
Nederland was neutraal en de militaire luchtvaart werd nog niet belangrijk gevonden. Na de oorlog werd beseft, mede door generaal C.J. Snijders, dat hieraan meer aandacht geschonken moest worden. De civiele luchtvaart ontwikkelde zich en enkele militairen, waaronder Zegers, werden ingezet voor de lange vluchten naar Nederlands-Indië.
Hij hield vanaf 1930 lezingen over luchtvaart en benadrukte het verschil tussen verkeersvliegtuigen, jachtvliegtuigen, bommenwerpers en vliegtuigen voor verkenning en waarneming. Hij liet zien hoe vliegtuigen onderdeel moesten uitmaken van de landsverdediging. Hij was er voorstander van dat er een aparte militaire luchtmacht moest komen zoals de RAF in Engeland en de Regia Aeronautica in Italië.

### Materieel
Bij het aantreden van Kabinet-Colijn II in 1933 werden bezuinigingen aangekondigd. Commissie Idenburg werd aangesteld om te onderzoeken of het verstandig was een Staatsluchtmacht op te richten, waarin de drie bestaande luchtvaartorganisaties (landmacht, marine en KNIL) opgingen. Het KNIL had hier bezwaar tegen, dus het plan ging niet door. De Commissie-Idenburg werd in 1934 opgevolgd door de Commissie-Kan. Voorzitter was Jan Kan; ook kapitein Zegers zat in die commissie. De twee kruisers, die de marine in Nederlands-Indië had, waren zo duur in onderhoud dat het een bezuiniging was om ze weg te doen en 108 luchtkruisers aan te schaffen, hoewel de aanleg van vliegvelden niet werden meeberekend. Aangezien de Japanse dreiging toenam, net als de snelheid van de modernere vliegtuigen, werd besloten 120 middelzware bommenwerpers voor het KNIL te bestellen van het type Glenn Martin 136 WH-1. 
In april 1935 werd de Inspectie der Militaire Luchtvaart (IML) opgericht. Generaal-majoor M. Raaijmakers werd Inspecteur der Militaire Luchtvaart, Zegers en A. Baretta werden zijn twee staf-officieren. In 1936 werd door Raaijmakers de eerste versie van een vierjarenplan gepresenteerd waarin opgenomen een plan om modernere vliegtuigen aan te schaffen en vijf nieuwe vliegvelden aan te leggen. Zegers wilde drie luchtvaartregimenten:
- Eerste Luchtvaartregiment voor (in)directe luchtverdediging
bestaande uit 36 1-persoons jachtvliegtuigen, 36 kachtkruisersm 36 verkenningsvliegtuigen en 54 bommenwerpers
- Tweede Luchtvaartregiment voor ondersteuning van het buiten de Vesting Holland aanwezige veldleger
bestaande uit 72 2-persoons verkenningsvliegtuigen, 48 2-persoons en 36 1-persoons verkenningsvliegtuigen
- Derde Luchtvaartregiment voor het opleiden van militairen
bestaande uit lesvliegtuigen.

De bedoeling was al het materieel in Nederland te vervaardigen, met name door Fokker. Zegers zat in de Commissie Vliegeigenschappen Militaire Vliegtuigen en kon hierop dus invloed uitoefenen.
Het vierjarenplan was niet afgerond voordat de Duitsers Nederland binnenvielen, de militaire luchtvaart had toen pas 12 bommenwerpers.

### Organisatie
Door Zegers werd ook gekeken naar de luchtverdediging van Nederland. Er was geen centraal gezag. Op 1 november 1938 werd het Commando Luchtverdediging (CLVD) opgericht, dat een overkoepelend orgaan werd over de regimenten van de Luchtvaartbrigade: de Brigade Luchtdoelartillerie, het 3de Regiment Genietroepen en het Vrijwillig Landstormkorps Luchtwachtdienst. Commandant werd generaal Best, voormalig commandant LVA.

## Tweede Wereldoorlog
Direct na de Duitse inval kreeg Johan Zegers opdracht om met Johan Willem van Oorschot, voormalig hoofd inlichtingendienst, naar Engeland te gaan. Na enkele mislukte pogingen konden ze met een Britse jager van Hoek van Holland vertrekken. Op 12 mei kwamen ze in Dover aan waar zij de militaire contacten onderhielden met het Britse War Office. Luitenant-ter-Zee A de Booy werd Dutch Naval Liaison Officer bij de Admirality.
Zegers was in het begin der dertiger jaren lid geweest van de NSB en dat werd hem nu kwalijk genomen. Op 25 mei 1940 maakte François van 't Sant bekend dat de Britse geheime dienst hem wilde interneren. Op 28 mei werd Zegers ontboden bij minister Dijxhoorn en kreeg hij per onmiddellijk eervol ontslag. Hij werd dus als burger geïnterneerd.
In september 1944 werd Zegers pas vrijgelaten. Hij mocht niet meer in militaire dienst en ging per 1 december werken voor het Nederlandsche Roode Kruis. Eind januari 1946 keerde hij naar Nederland terug. Hij overleed in Amersfoort op 2 februari 1952, op 61-jarige leeftijd.

## Publicaties
- 1934: Het gebruik der luchtstrijdkrachten: inleidende beschouwingen
- 1934: Indrukken van de XIVe luchtvaarttentoonstelling te Parijs
- 1937: Luchtkruisers noodzakelijk naast één- of meermoterige jagers, dan wel jachtkruisers
- 1937: De plaats van de luchtmacht in de hoogste leiding der weermacht
- 1938: De Parijsche Luchtvaarttentoonstelling 1938
- 1941: De luchtmachtorganisaties en de oorlogsvliegtuigen der belligerenten in West-Europa
- 1941: Oorlogsvliegtuigen der belligerenten, i.s.m. W H Jiskoot
- 1942: Oorlogs-Vliegtuigen

## Trivia
Toen de Tweede Wereldoorlog uitbrak was zijn broer Julius commandant van vliegveld De Vlijt op Texel. Hij ging in het verzet en werd in 1942 opgepakt. Hij ontsnapte uit kamp Stanislau en kwam, verstopt in een kist, per trein terug in Amersfoort. Hij probeerde als Engelandvaarder via de zuidelijke route naar Engeland te gaan maar kwam niet verder dan Parijs, waar hij door de Duitsers werd opgepakt. Onderweg sprong hij bij Oldenzaal uit de trein. Hij ging weer naar Amersfoort en kwam bij de Binnenlandse Strijdkrachten, gewest 8-Utrecht. Na de oorlog werd hij commandant van vliegbasis Twenthe.